# Esplanade d'Hesperia
Pour les articles homonymes, voir Hesperia (homonymie).
L'esplanade d'Hesperia (en finnois : Hesperian esplanadi) est une esplanade de la ville d’Helsinki en Finlande.

## Description
Les rues Hesperiankadut partent de Mannerheimintie, qui sépare l'esplanade d'Hesperia du parc d'Hesperia qui est situé au bord de la baie de Töölönlahti.
Les autres rues qui traversent l'esplanade d'Hesperia sont Töölönkatu, Runeberginkatu, Mechelininkatu et Hietakannaksentie.
L'esplanade d'Hesperia est large de 60 mètres du côté est de la rue Runeberginkatu et de plus de 100 mètres de large du côté ouest.
Des marronniers d'Inde ont été plantés dans le parc.
Érigé près de Mannerheimintie, le monument Vastuun vuodet en mémoire de Risto Ryti a été conçu par Veikko Myller en 1994.
Le monument Alhaalta ylös, sisältä ulos en mémoire de Lauri Kristian Relander a été réalisé par Matti Peltokangas en 1996 et érigé au coin de Runeberginkatu.
Dans le tronçon entre Runeberginkatu et Mechelininkatu, dans l'esplanade d'Hesperia, se trouve le terrain de jeu Taivallahti, qui dispose également d'une petite piscine et d'une patinoire.

## Galerie

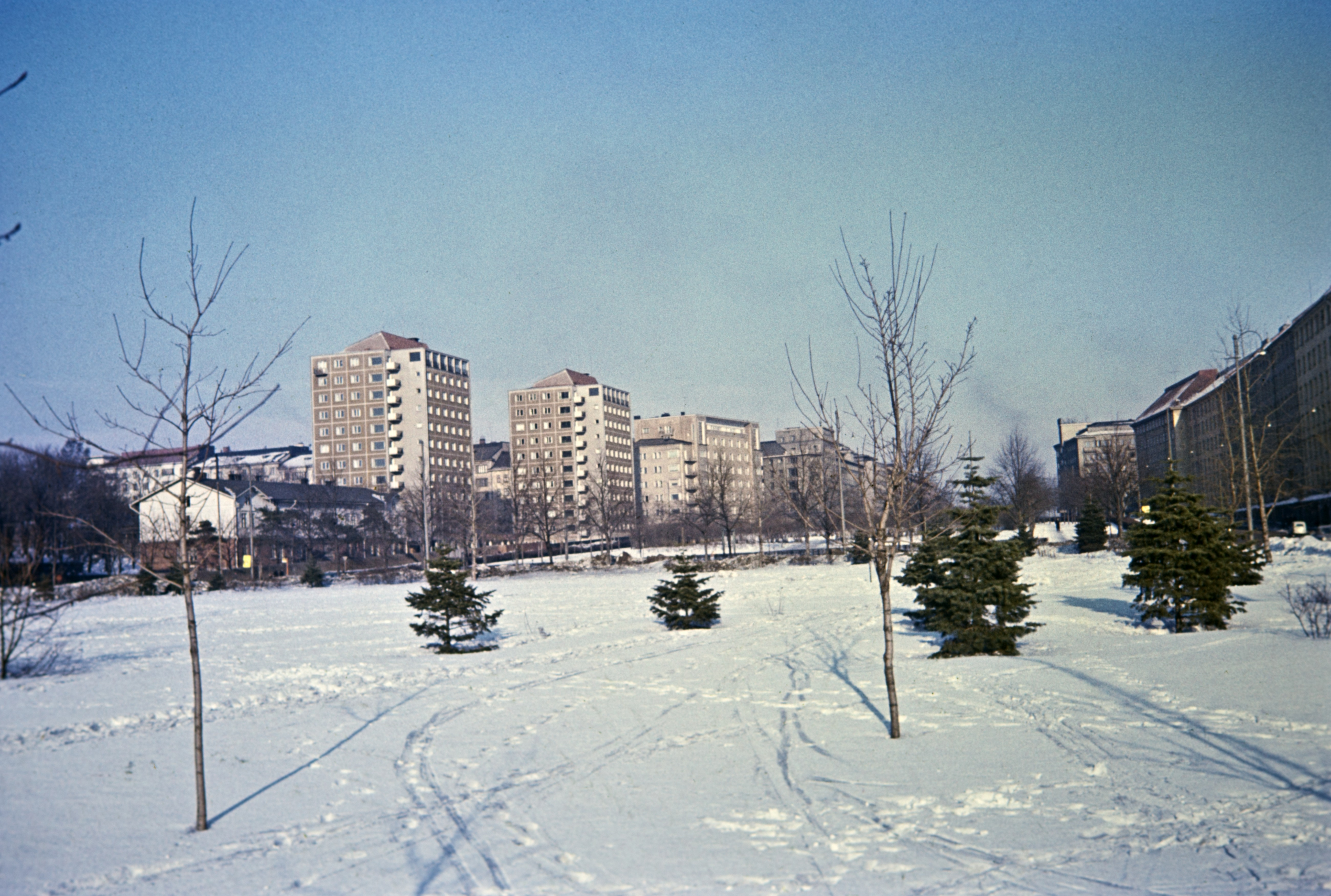
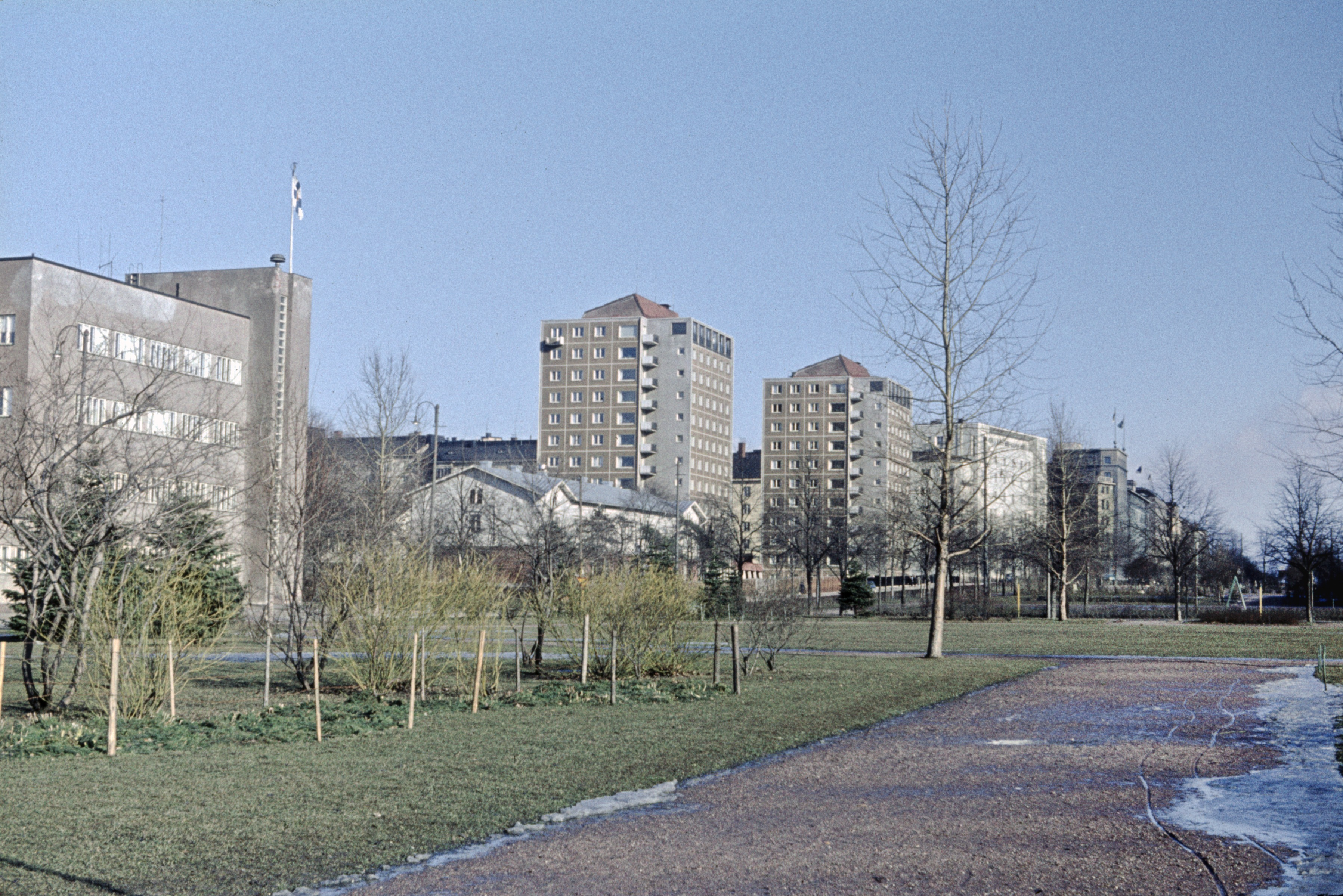
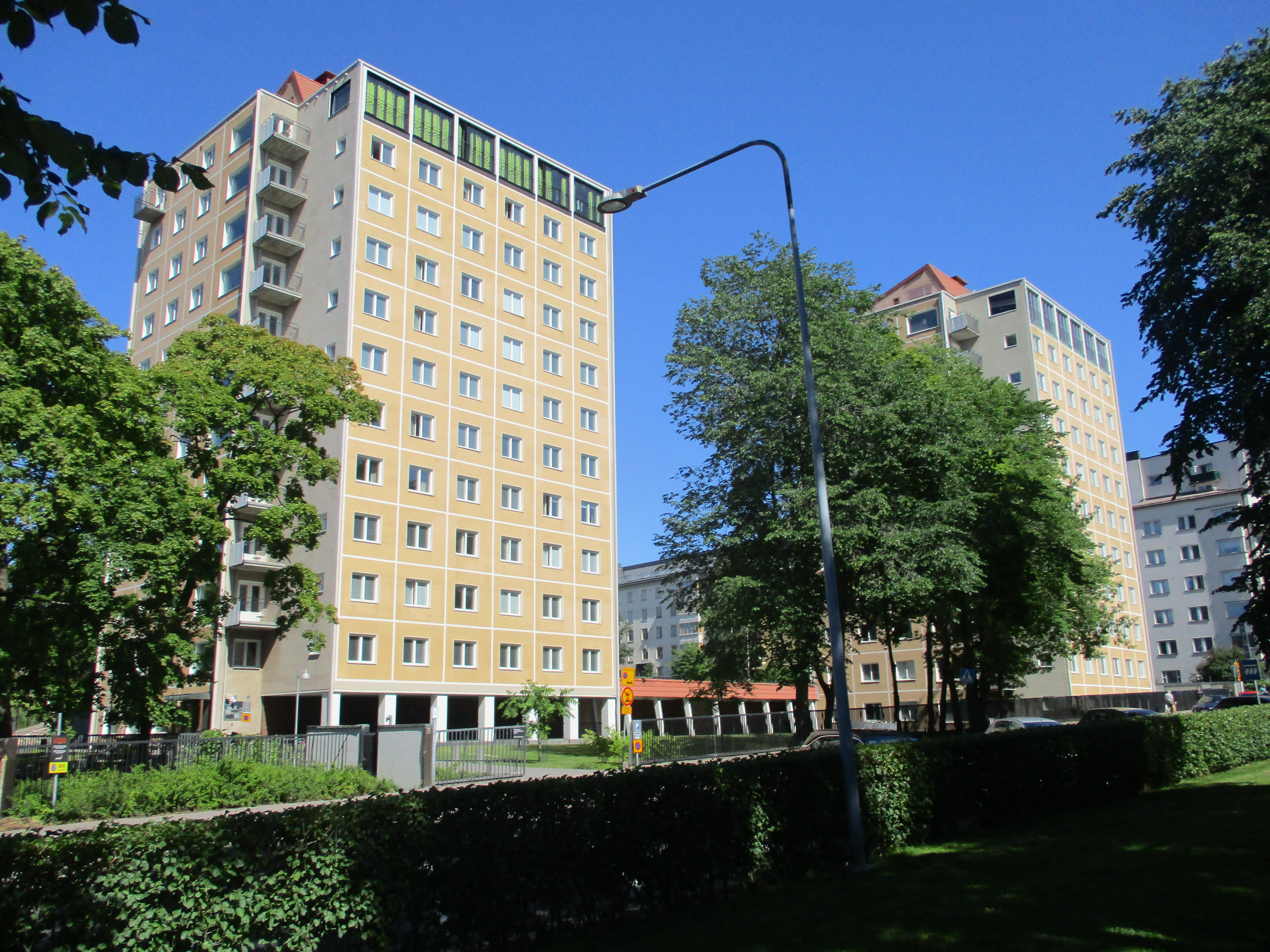
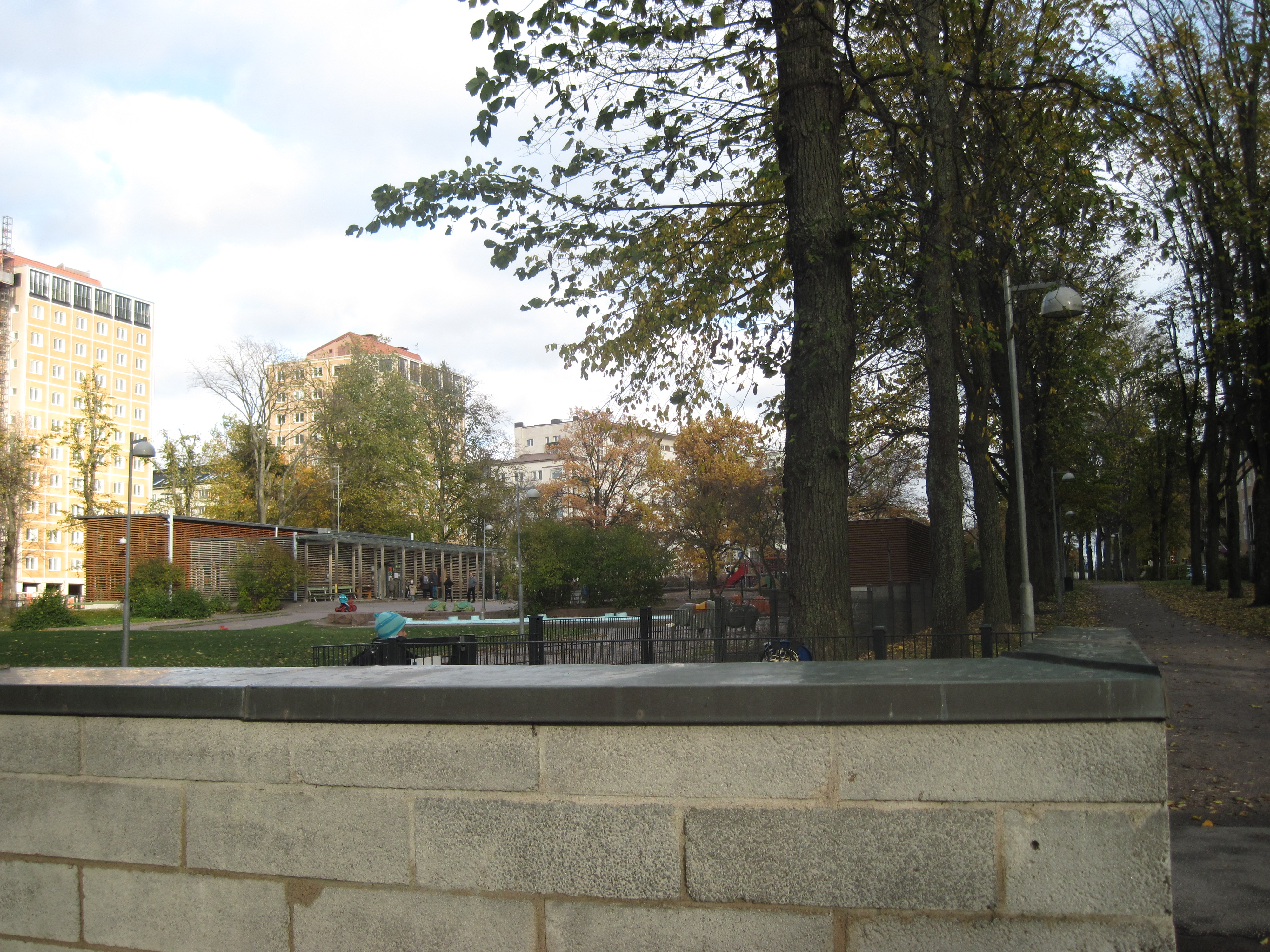